# Wereldkampioenschap sneldammen
Het wereldkampioenschap sneldammen werd voor het eerst in 1998 door Theo Dijkstra georganiseerd als officieus titeltoernooi volgens een knock-outsysteem en als omlijsting van The Hague Open. Sindsdien wordt het op steeds officiëlere basis georganiseerd in de vorm van een toernooi dat twee dagen duurt.

## Overzicht met locatie en nummers 1, 2 en 3
| Jaar | Locatie        | Goud                 | Zilver               | Brons                |
| ---- | -------------- | -------------------- | -------------------- | -------------------- |
| 1998 | Den Haag       | Aleksandr Schwarzman | Erno Prosman         | o.a. Vadim Virny     |
| 2000 | Tel Aviv       | Aleksandr Schwarzman | Guntis Valneris      | Yigal Koyfman        |
| 2007 | Nazareth Illit | Guntis Valneris      | Aleksandr Schwarzman | Igor Kirzner         |
| 2009 | Stockholm      | Aleksandr Schwarzman | Guntis Valneris      | Aleksandr Georgiejev |
| 2011 | Oefa           | Aleksandr Schwarzman | Alexander Georgiev   | Gavril Kolesov       |
| 2012 | Rijsel         | Aleksandr Schwarzman | Aleksandr Georgiejev | Gavril Kolesov       |
| 2013 | Den Helder     | Aleksandr Schwarzman | Aleksandr Georgiejev | Guntis Valneris      |
| 2014 | Hilversum      | Aleksandr Georgiejev | Alexander Baljakin   | Aleksandr Schwarzman |
| 2015 | Izmir          | Aleksandr Schwarzman | Jean Marc Ndjofang   | Yuri Anikejev        |